# Ravine du Trou
La ravine du Trou est un petit fleuve français situé sur l'île de La Réunion, département d'outre-mer de l'océan Indien. Elle court sur le territoire de Saint-Leu à proximité de la frontière qui sépare cette commune des Avirons.

## Géographie
De 16,4 km de longueur, La ravine du Trou prend source et a son embouchure sur la même commune de Saint-Leu.